# Fred Harvey Company

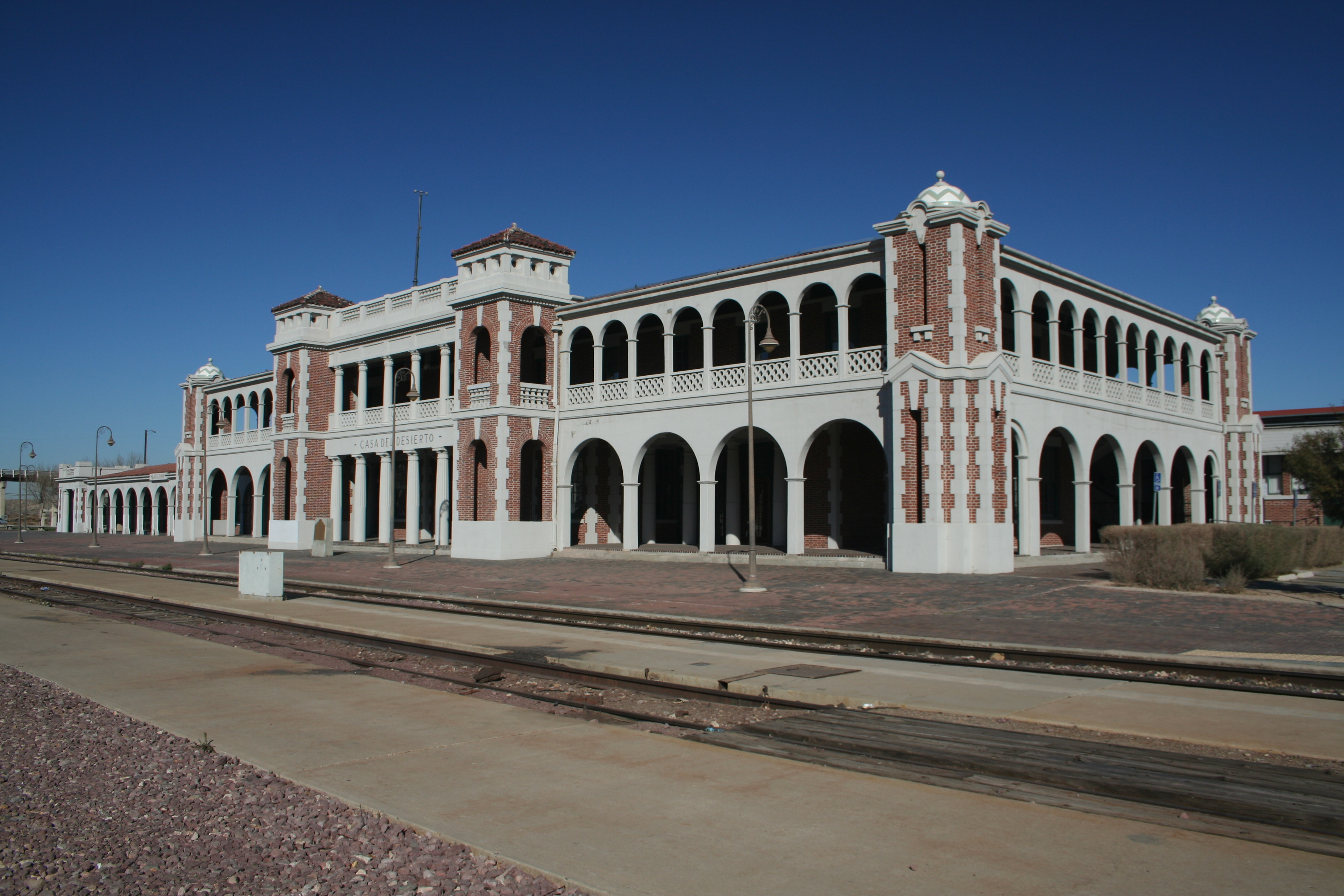
The Barstow Harvey House (conocida como Casa del Desierto) en Barstow, California. Diseñada por Francis Wilson y construida por Santa Fe Railroad en 1911.

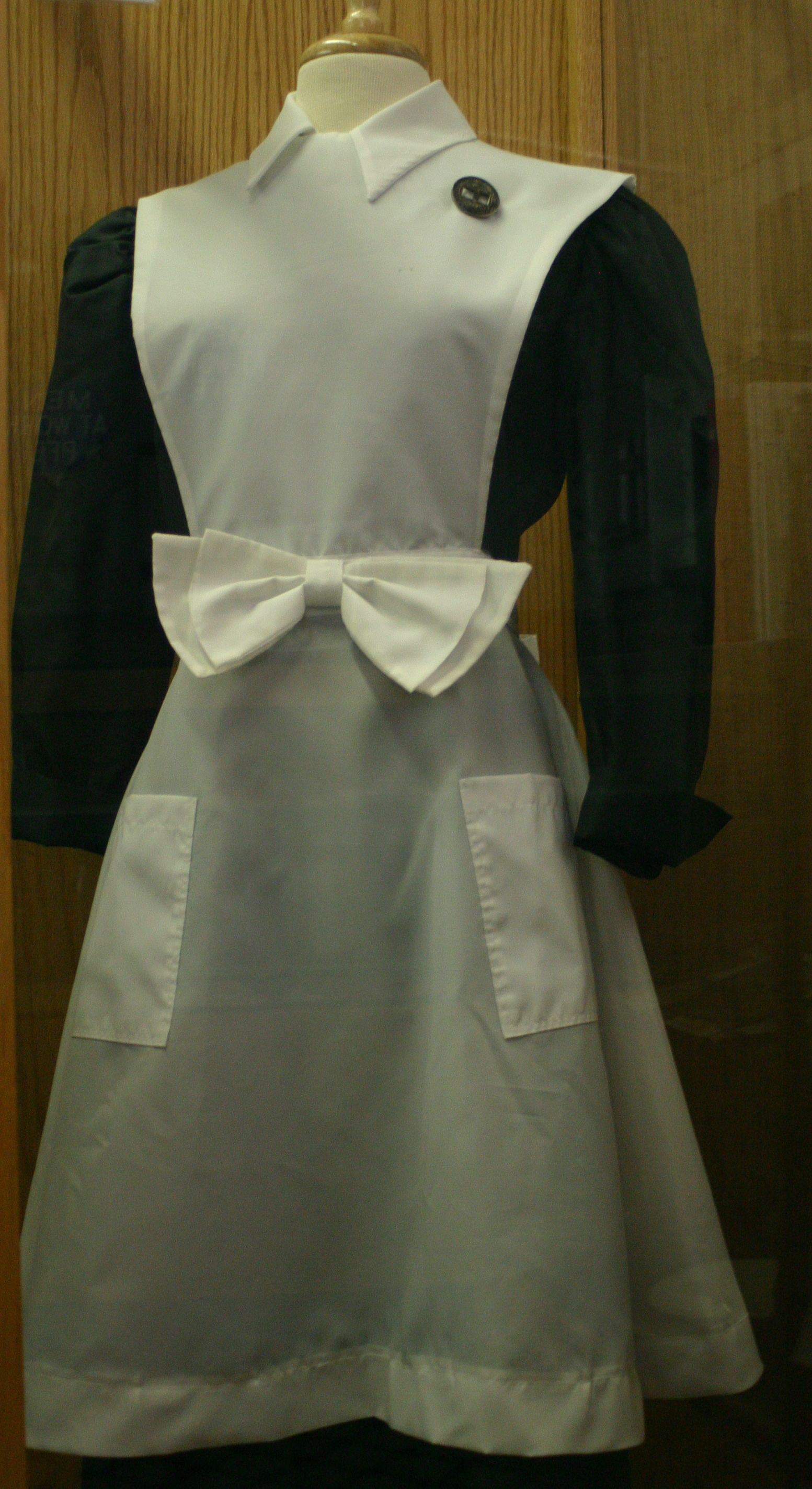
Uniforme de las camareras de los Harvey Houses.

La historia de la Fred Harvey Company comienza en el año 1875 cuando se abrieron dos restaurantes cerca de las estaciones de ferrocarril (railroad eating houses) ubicadas en Wallace (Kansas) y Hugo (Colorado) regentadas por la Kansas Pacific Railway. Estos cafés se inauguraron por Fred Harvey, cuando operaba en la Chicago, Burlington and Quincy Railroad. Las operaciones del primer café finalizaron en el transcurso de un año, pero Fred Harvey se convenció de que el negocio tenía potencial, si se ofrecía a los pasajeros de los trenes un buen servicio a la clientela y unos alimentos de gran calidad. Su cliente de más antigüedad el Burlington Railroad, declinó su primera oferta de establecer un sistema de casas de comidas en las paradas de los trenes, pero la compañía Ferrovía Atchison, Topeka y Santa Fe hizo un contrato con Harvey para la colaboración en diversas casas en forma de experimento o prueba piloto. Esta prueba fue un éxito y dio lugar a un negocio próspero durante muchos años, lo dio que lugar a la cadena Fred Harvey Company.

## Historia
Antes de que los coches restaurante fueran introducidos en los trenes de pasajeros como una práctica común a comienzos de siglo XX, los pasajeros sólo podían acceder a la comida mediante las paradas técnicas que hacían los trenes durante los recorridos. Las casas de comidas de aquella época solían servir comidas de muy baja calidad: carne ácida, judías frías, y un café aguado recalentado durante varios días. La sociedad norteamericana en tránsito era cada vez mayor y resultaba necesario ofrecer algo distinto. La idea inicial de Fred Harvey Company estaba relacionada con la posibilidad de que la empresa ferroviaria de Santa Fe Railway, bajo un acuerdo verbal le dejara operar abriendo el primer restaurante en Topeka, Kansas en enero de 1876. Los oficiales de la empresa ferroviaria y los pasajeros se quedaron impresionados con los estándares de tan alta calidad, y tan estrictos, que Fred Harvey imponía al servicio. Como resultado la Santa Fe fue renovando los siguientes contratos con Harvey, proporcionando a veces un cheque en blanco para establecer más casas de comidas a lo largo de su ruta. En aquellos lugares donde era importante el lugar, las casas se convertían en hoteles, de los cuales alguno sobrevive hoy en día. A finales de la década de 1880, la cadena de hoteles y de restaurantes de Fred Harvey cubría cerca de 1600 kilómetros a lo largo del trayecto de la línea de Santa Fe. 
La empresa ferroviaria de Santa Fe acordó sumistrar carne de vacuno libre de cargos a las casas de comidas de Harvey, gracias a su línea de distribución de carne en vagones refrigeradores, de esta forma la Santa Fe Refrigerator Despatch abasteció de carne a cada restaurante ubicado en cualquier esquina de Estados Unidos. La compañía mantuvo de la misma forma su abastecimiento de productos lácteos. Posteriormente la empresa Santa Fe hizo contratos exclusivos con Harvey para ofrecer comidas en los trenes, de esta forma nació el eslogan: "Fred Harvey Meals all the Way." (Comidas de Harvey [durante] todo el trayecto). Los almuerzos de Harvey se servían en voluptuosas raciones y se procuraba que tuvieran una calidad inmejorable para el pasajero medio. Por ejemplo, las tartas se cortaban en cuartos, en lugar de sextos como era habitual en la industria de la época. La compañía de Harvey y el tren tenían señales especiales para poder servir a un pasajero una comida en menos de treinta minutos. Se procuraba que la cubertería así como los demás instrumentos de mesa tuvieran una alta calidad. Los servicios de las Harvey Houses eran inspeccionados a menudo por personal de confianza de Harvey y era obligada una de las más altas eficiencias e higiene en los establecimientos. Por ejemplo los clientes eran obligados en algunas ocasiones a vestir una americana y corbata en los locales de Harvey y a veces él mismo tomaba cartas en el asunto si una mesa había sido servida de forma «mediocre». Durante la Segunda Guerra Mundial siguiendo criterios patrióticos se sirvieron comidas a los soldados que se desplazaban en los vagones de tropa denominados «troop sleeper». 

### Edificios

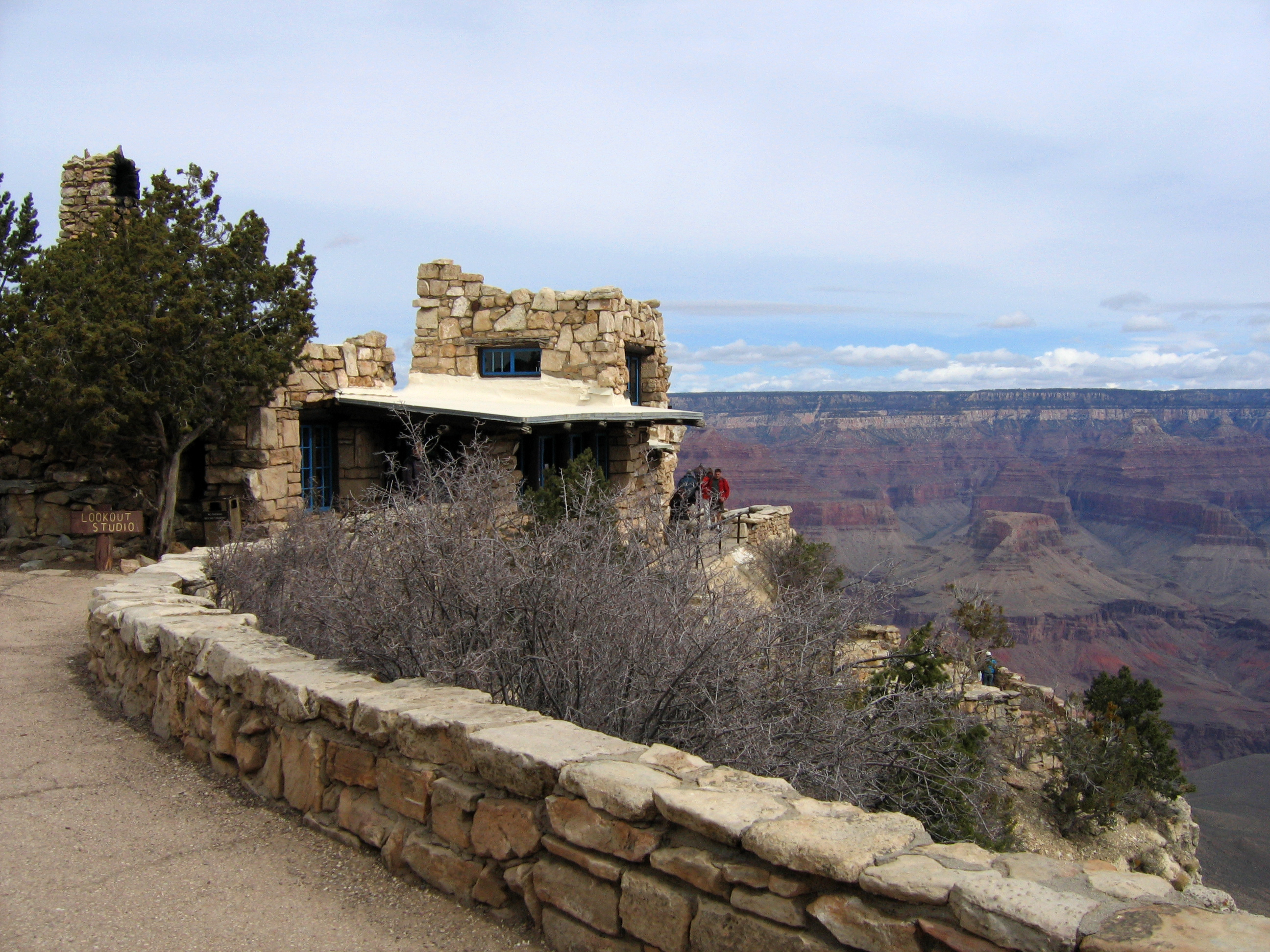
Lookout Studio, en el Parque nacional del Gran Cañón, Arizona. 1914 edificio diseñado por Mary Colter.

En el sudoeste de Estados Unidos, Fred Harvey contrató a una arquitecta llamada Mary Colter para diseñar una serie de hoteles con un estilo propio ("landmark hotels") en la zona de Santa Fe y Gallup, Nuevo México, Winslow, Arizona, así como la parte superior del  Grand Canyon durante las décadas de 1910s y 1920s. El estilo rústico de los hoteles influenció a arquitectos posteriores durante la Gran Depresión en el U.S. National Park Service y el Civilian Conservation Corps. Se puede decir que Harvey y Colter crearon un conjunto unificado de imágenes culturales de la región. 
Los locales de Harvey: las denominadas "Harvey Houses" originaron el "blue-plate special" una especie de menú del día de bajo precio servido en una cubertería especial de semi-lujo. Algunos de los menús servidos en 1892, treinta años después eran conocidos en casi todo los estados del suroeste. Junto con los servicios que servía a la compañía Santa Fe, la Harvey Company operaba proporcionando comidas en la Gulf Coast and Santa Fe Railway, la Kansas Pacific Railway, la St. Louis-San Francisco Railway y la Terminal Railroad Association of St. Louis.

El negocio de Santa Fe mantenía una flota de tres ferrys que conectaban las líneas de ferrocarril con San Francisco mediante vías fluviales. Los barcos viajaban cerca de ocho millas entre el ferry de San Francisco Ferry Terminal y las vías ferroviarias del terminal de Point Richmond a lo largo de la bahía. El servicio fue establecido originariamente como una continuación de la compañía de pasajeros. Los dos ferrys de gran tamaño: el San Pablo y el San Pedro ofrecían comidas a los pasajeros en cubierta. Las comidas solían ser sándwiches, pasteles y café.

### Las «Harvey Girls»
En el año 1883, descontento con el rudo servicio de los camareros varones (quienes a menudo se peleaban con los clientes y que llegaban borrachos al trabajo) Harvey implementó la política de contratar a mujeres camareras. Estableció como patrón que estuvieran solteras, de buenas maneras y educadas. De esta forma puso anuncios en la prensa desde la costa este hasta el medio oeste requiriendo "mujeres jóvenes, de entre 18 a 30 años, de buen carácter, atractivas e inteligentes." A las chicas les asignaban un sueldo de 17,50 dólares al mes junto con una habitación más las propinas, se puede decir que era una ganancia generosa para los estándares de la época.
Las chicas estaban sujetas a una estricta vida de servicio, a las 10:00 p. m. se hacía el toque de queda, administrado por una chica "senior Harvey Girl" que asumía el rol de "madre superiora". El uniforme oficial de las chicas era un almidonado delantal en blanco y negro, collares tipo "Elsie", medias oscuras opacas y zapatos negros. El pelo estaba estirado por una red y sujeto por una goma. El maquillaje de cualquier tipo esta absolutamente prohibido, así como cualquier tipo de chicle mientras realizaban el servicio. Las denominadas "Harvey Girls" (así fueron denominadas enseguida) eran contratadas bajo un año, y podían ser despedidas por incumplimiento del contrato. Por regla general el incumplimiento más frecuente era el matrimonio de las chicas.  
El servicio de las chicas era tan popular que se llegó a forjar la leyenda de que las chicas tenían como misión «civilizar el sudeste norteamericano». Esta leyenda se empezó a forjar con solidez cuando apareció la novela titulada The Harvey Girls, en el año 1942 escrita por Samuel Hopkins Adams, y más popular cuando se editó la película musical en el año 1946 por la MGM inspirada en la novela. La película fue protagonizada por Judy Garland, dirigida por George Sidney y cuya música diseñada por Johnny Mercer titulada "On the Atchison, Topeka and the Santa Fe."

## Hoteles sobresalientes de Fred Harvey

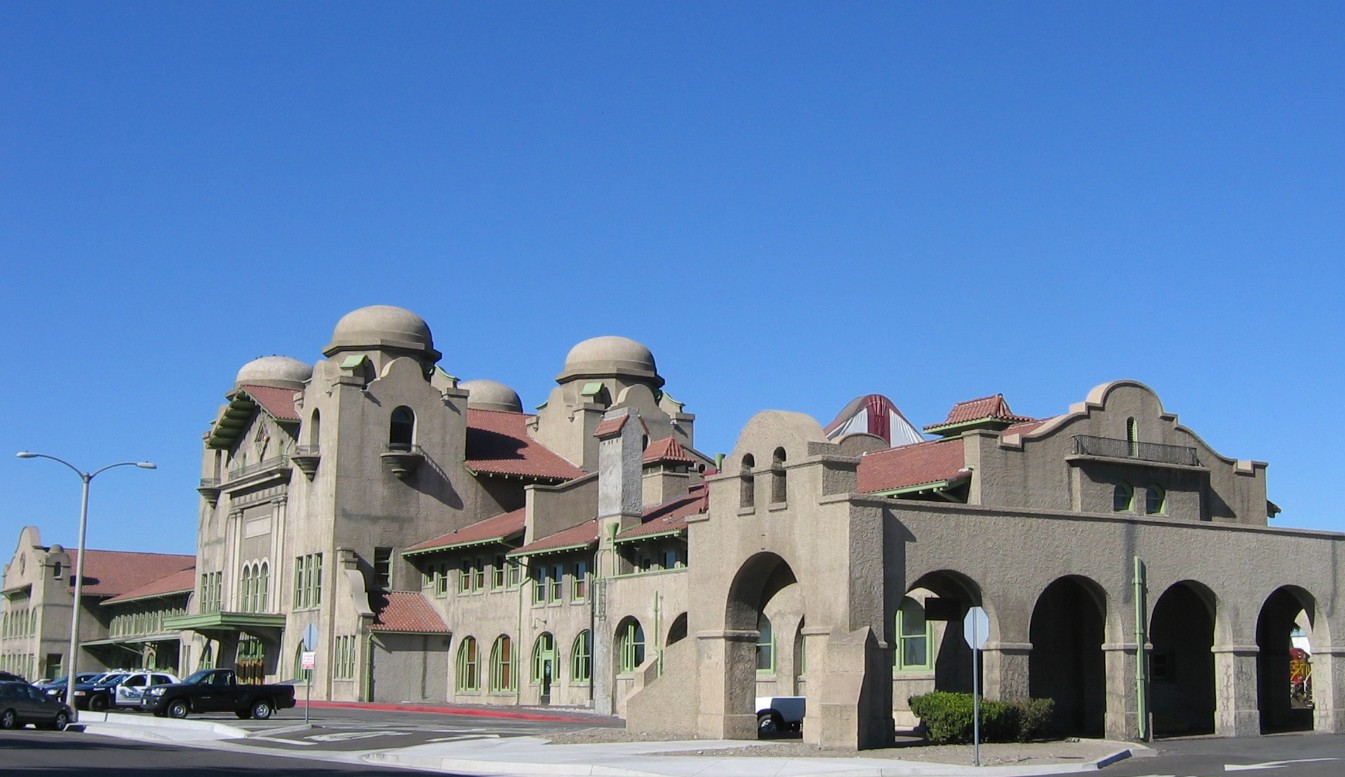
Santa Fe Station and Harvey House, San Bernardino, California.

De los ochenta y cuatro hoteles, algunos de ellos tienen la categoría de notables:
- The Alvarado — Albuquerque, Nuevo México; cerrado en 1969 por demolición. Exhibit at the Albuquerque Museum of Art and History (March 8- June 7, 2009.)
- The Bisonte — Hutchinson, Kansas; cerrado en 1946
- The Casa del Desierto — Barstow, California; cerrado en 1959. Refurbished 1999; operating as two museums and city offices.
- Castañeda — Las Vegas, Nuevo México; cerrado en 1948, empleado para rodar la película Red Dawn (Amanecer rojo)
- El Garces — Needles, California; cerrado en 1958. en restauración (2008).
- El Navajo — Gallup, Nuevo México; cerrado en 1957.
- El Ortiz — Lamy, Nuevo México; cerrado en 1938.
- El Otero — La Junta, Colorado; cerrado en 1948.
- El Tovar — Grand Canyon, Arizona; todavía en operación.
- El Vaquero — Dodge City, Kansas; cerrado en 1948.
- The Havasu House — Seligman, Arizona; cerrado en 1955. Demolido en 2008.
- The Escalante — Ash Fork, Arizona; cerrado en 1948, demolido en los 1970s
- The Fray Marcos — Williams, Arizona; restaurado y puesto como un hotel histórico en la estación de Grand Canyon Railway
- La Fonda — Santa Fe, Nuevo México; todavía operativo
- Las Chavez — Vaughn, Nuevo México; cerrado en 1936
- La Posada — Winslow, Arizona; cerrado en 1957; restaurado y reabierto como un hotel histórico
- The Sequoyah — Syracuse, Kansas; cerrado en 1936

## Separación de la Santa Fe Railway
Al comienzo de la década de los 1930, la Fred Harvey Company comenzó a expandirse a otros lugares más allá del Santa Fe Railroad, y a menudo apartado de cualquier línea de ferrocarril.  Se abrieron restaurantes en lugares como la Chicago Union Station (la mayor instalación operada por Harvey), San Diego Union Station, la San Francisco Bus Terminal, y la Albuquerque International Airport; la última de las compañías fue el Los Angeles Union Passenger Terminal en 1939 y pudo dar servicio a cerca de 300 diners.
Desde aproximadamente 1959 hasta cerca de 1975, la organización de Fred Harvey operó una serie de restaurantes en la Illinois Tollway "Oases," un conjunto de peajes construidos a lo largo de la frontera. La empresa de Fred Harvey, así como la afiliación cercana que tenía con Santa Fe Railway se perdió y al final fue adquirida por la Amfac Corporation de Hawái. Amfac fue renombrada como Xanterra Parks & Resorts en 2002. En 2006, Xanterra compró la Grand Canyon Railway así como sus propiedades, incluyendo el Grand Canyon Hotel.